# Боганов, Аркадий Иосифович
Аркадий Иосифович Боганов (28 мая 1925 — 19 августа 2021) — советский и белорусский тренер по греко-римской борьбе, публицист. Мастер спорта СССР по греко-римской борьбе (1957). Заслуженный тренер Белорусской ССР (1965).

## Биография
Родился в Москве в 1925 году.
Закончил артиллерийскую спецшколу в Сталинабаде и Рязанское артиллерийское училище. Участник Великой Отечественной войны (капитан, подполковник), награждён медалями. Прослужил в армии тридцать лет, выйдя в отставку подполковником. В 1951 году после окончания Ленинградского Военного института физкультуры и спорта, стал тренером и организатором борьбы в спортивном клубе армии Белорусского военного округа. Среди учеников — чемпионы СССР Виталий Фефелов и Владимир Сусич.
С 1972 начал писать прозу на спортивную тематику. Рассказы и очерки А. Боганова опубликованы в периодических изданиях Израиля, России, Беларуси, Америки, Австралии. Автор двух книг прозы — «Дорога на Олимп: о спортсменах Белорусского военного округа» (с А. Я. Капиловым, 1972) и «Война и юмор, и любовь…» (2003, 2-е изд. — 2008, перевод на иврит). В 1992 году переехал в Израиль.

## Награды и звания
- Медаль «За победу над Германией в Великой Отечественной войне 1941—1945 гг.» (1945)
- Медаль «За боевые заслуги» (1956)
- Заслуженный тренер Белорусской ССР (1965)